# 宝塔花菜
宝塔花菜，又稱羅馬花椰菜，是一种食用蔬菜，最初记载始于16世纪的意大利。它富含维生素C，膳食纤维和类胡萝卜素。
这种蔬菜类似于花椰菜，但具有等角螺线的形状。所以这种蔬菜常引起数学爱好者的兴趣，他们称这种蔬菜为分形食品。